# Santuari de Nostra Senyora de les Virtuts
El santuari de Nostra Senyora de les Virtuts, també denominat Monestir de les Virtuts està situat a la pedania de Les Virtuts, en el terme municipal de Villena (Alt Vinalopó, País Valencià). Es troba en un paratge natural al costat d'una antiga llacuna, actualment dessecada, i a uns 5 km de la ciutat, en les proximitats de la Font del Xop.

## Història
Sembla que l'origen va ser una ermita de finals del segle xiv, on encara queden restes en la cripta. Segons la tradició, en 1474 els veïns de Villena van fugir a la Font del Xop durant una epidèmia de pesta i allí van proclamar a la Verge de les Virtuts com nova patrona i "advocada contra la pesta". La llegenda conta el següent: 
| « | En 1474 va arribar una assoladora pesta sobre la vila i gran part de la població va fugir a la Font del Xop, on van aixecar barraques per a acollir-se. Com continuaven els estralls de la pesta, van decidir triar un patró o patrona per a confiar en la seva intercessió. Per a això van dipositar en un càntir els noms de sants i santes que cadascun preferia i van triar a un nen perquè tragués un dels noms. L'escollit va ser el de Verge de les Virtuts, que ningú havia escrit. Es va repetir dues vegades més i va tornar a sortir aquest nom, amb el qual es van adonar que la Verge volia que la veneressin sota aquesta advocació. Així doncs, van encarregar a dues villeneres que partissin a diversos pobles i ciutats a fi d'adquirir una imatge de la patrona. Tot just s'havien allunyat uns metres quan van veure a dos joves amb un arca que contenia la imatge de la Verge. La hi van lliurar i, abans de poder intervenir paraula, van desaparèixer. Des de llavors, es va aixecar un santuari i es van fer dos vots a la Verge, que es compleixen cada any al març i al setembre. | » |

No obstant això, no hi ha constància històrica que aquesta data sigui la correcta, ja que la primera notícia que es té d'aquesta ermita és en una ordre dels Reis Catòlics datada el 30 de juliol de 1490 en la qual es conta que els veïns van fugir de nou allí a causa d'una altra epidèmia de pesta. Per tant, cal buscar una epidèmia de pesta que ocorregués prop de 1474 i abans de 1490, i n'hi ha constància d'una en 1476, coincidint amb la revolta contra el Marquès de Villena. Així s'explica que es triés una nova patrona en substitució de l'antiga, la Verge de les Neus, lligada als odiats marquesos de Villena. Tot això queda documentat de forma molt clara en una Carta de l'emperador Carles V, datada el 21 de maig de 1551: 
| « | "Sepades que ell liçenciado Martín de Medina, en nombre del Conçejo, justiçia e velación diziendo que la çibdad de Villena nos hizo rrelaçión diziendo que avrá más de sesenta años poco más o menos que por aver avido en la dicha çiudad gran pestelençia se salieron todos o los más vezinos della a vn término que dizen la Fuente el Chopo, en donde por devoçión hizieron e fundaron vna casa y monesterio de que diz que es patrón de la dicha çiudad, en la qual dicha casa de Nuestra Señora de las Virtudes se an hecho munchos milagros y acuden a ella en rromeria de munchas partes y espeçialmente de las comarcas dell rreyno de Balençia, y que en cada vn año la dicha çiudad con la clerezía van en proçesión a ella dos vezes, la vna el día de Nuestra Señora de Março y la otra el día de Nuestra Señora de Setiembre, en donde se haze muy solemne fiesta y proçesión y para ello se traen menestriles, y por que la dicha casa está en vna legua de la dicha çiudad, da de comer el conçejo a los clérigos y menestriles, y les pagan, y ansy sy el dicho gasto no se hiziese no se haría procesiones y se perdería la devoción de la dicha casa[...]" | » |

Posteriorment va ser ocupat pels monjos agustins. La imatge que oferix avui el santuari data del segle XVI (1581, segons la data inscrita en una clau de l'església).

## Característiques
S'hi accedeix al conjunt des del costat est on es troba la portada renaixentista. Aquesta es divideix en dos cossos; l'inferior amb un arc de mig punt entre columnes compostes sobre un basament. Un fris decorat amb elements figuratius i antropomorfes dona pas al cos superior, que té en la part central una fornícula avenerada on es troba la imatge de la verge de les Virtuts. Està realitzada en pedra amb decoració en baixos relleus de garlandes i medallons amb figures, característic de l'estil renaixentista.
L'accés conduïx al pati rectangular de dos pisos. La part baixa s'ordena mitjançant arcs carpanells realitzats en maó. El pis superior presenta finestres balconeres. Les galeries del claustre es cobrixen amb revoltons i bigues de fusta cara vista.
L'església consta d'una nau principal i dues laterals de menor grandària. Està dividida en tres trams, amb un cambril a la dreta de l'altar i cor alt als peus. L'accés es realitza pel claustre al segon tram del costat de l'Epístola (el de la dreta). Arcs apuntats separen els trams coberts amb voltes de creueria que recolzen en mènsules que hi recauen en pilars quadrangulars. AL costat de l'altar es troba el cambril de la Verge, d'estil barroc, realitzat en el segle xvii i de planta quadrada; està decorat a força d'estucs i pintures que cobrixen tot l'espai. Les pintures són del segle xviii.
A l'exterior s'adverteixen els contraforts de l'església, el campanar de reduïdes dimensions i la petita cúpula del cambril. A l'entrada de l'Ermita es recullen en rajoles la història i miracles obrats per La Verge de les Virtuts. En l'esplanada d'accés està situada la font amb l'escultura de La Rana, que data de 1916.

## Protecció
El Santuari va ser declarat Conjunt Històric-Artístic en 1976.